# Simone Giombi
Simone Giombi ist ein in den USA wirkender theoretischer Physiker.
Giombi war 2004 bis zur Promotion 2007 (bei Martin Roček) Research Assistant am Yang Institute of Theoretical Physics der State University of New York at Stony Brook. Als Post-Doktorand war er ab 2007 in der Hochenergiephysik-Theoriegruppe der Harvard University und ab 2010 in der Stringtheorie-Gruppe des Perimeter Institute. Er ist Assistant Professor an der Princeton University.
Er befasst sich mit AdS/CFT-Korrespondenz in verschiedenen Dimensionen. Insbesondere untersuchte er Eichtheorien zu höheren Spins (nach Mikhail A. Vasiliev, sie enthalten Bosonen zu jedem geradzahligen Spinwert) im vierdimensionalen Anti-DeSitter-Raum (AdS4) und dessen über die AdS-CFT-Korrespondenz duale dreidimensionale schwach gekoppelte konforme Feldtheorie (O(N) Vector Model, das heißt N freie masselose skalare Felder im O(N) Singlett Sektor oder kritisches O(N) Vektormodell). Das war von Igor Klebanov und Alexander Markowitsch Poljakow vermutet worden. Beide Theorien sind hier einigermaßen gut verstanden. Die Higher Spin Theorien von Vasiliev haben, wie Stringtheorien, Anregungen beliebig hohen Spins, nur sind diese nicht, wie bei der Stringtheorie, massiv, sondern masselos, und die Anzahl der Zustände wächst mit dem Spin nicht exponentiell, wie bei der Stringtheorie, sondern linear. Obwohl deutliche Unterschiede zu Stringtheorien bestehen, hofft man über Higher Spin Theorien tiefere Einsichten in den Fall der AdS-CFT-Korrespondenz bei Strings zu gewinnen. Giombi arbeitete auf diesem Gebiet mit Xi Yin (Harvard) zusammen.
Außerdem untersuchte er Quantenkorrekturen im AdS5 x S5 Superstring Sigma-Modell und die ihnen entsprechenden Terme in der Entwicklung von Observablen der zugehörigen vierdimensionalen N=4 supersymmetrischen Yang-Mills-Theorie (hier ist die AdS/CFT Korrespondenz zwischen Typ IIB Stringtheorien im Raum und supersymmetrischen Yang-Mills-Theorien auf der Oberfläche) und untersucht den Zusammenhang nichtlokaler Operatoren in Eichtheorien wie Wilson-Loops mit ihrer dualen Beschreibung (über AdS-CFT-Korrespondenz) in der Stringtheorie.
Für 2017 erhielt er den New Horizons in Physics Prize mit Xi Yin. 2014 erhielt er den Preis für Klassische und Quanten-Gravitation der Italian Society for General Relativity and Gravitation (SIGRAV).

## Schriften
- mit Xi Yin: Higher Spin Gauge Theory and Holography: The Three-Point Functions, JHEP, Band 115, 2010, S. 1009, Arxiv
- mit Xi Yin: On Higher Spin Gauge Theory and the Critical O(N) Model, Physical Review D, Band 85, 2012, S. 086005, Arxiv
- mit Xi Yin: The Higher Spin/Vector Model Duality, Arxiv 2012